# 聖保羅 (密蘇里州)
聖保羅（英語：St. Paul）是位於美國密蘇里州聖查爾斯縣的城市。

## 人口
根據2020年美國人口普查的數據，聖保羅的面積為18.62平方千米，皆為陸地。當地共有人口3005人，而人口密度為每平方千米161人。